# Chronometr

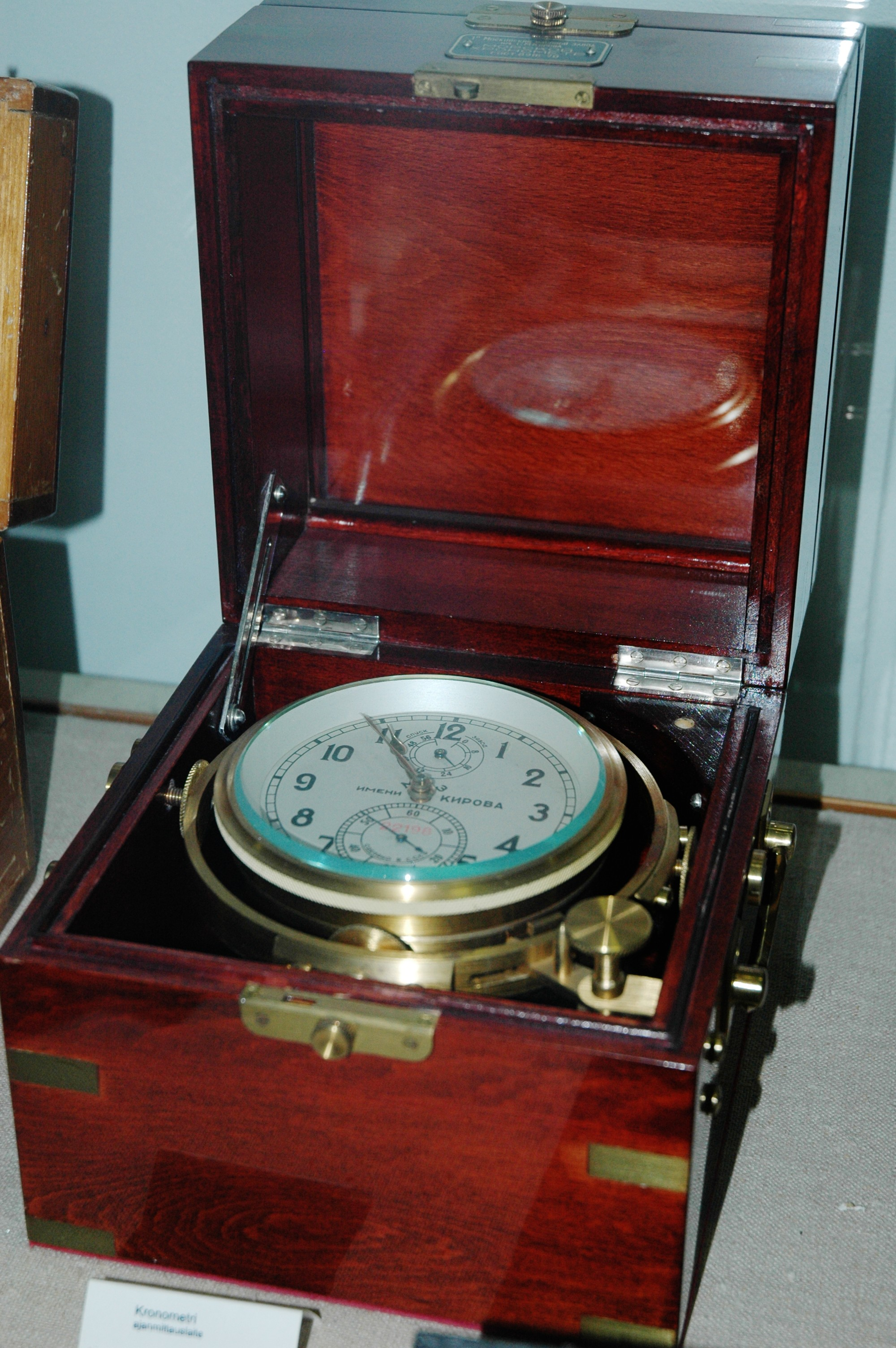
Chronometr

Chronometr je označení hodin a hodinek, které splňují nejvyšší normu přesnosti a musí být schopné trvale zobrazovat sekundy. Toto označení je poskytováno především hodinkám s mechanickým strojkem na automatický či ruční nátah. Hodinky s křemeným strojkem představují menšinu, v roce 2008 to byly necelé 4 % z udělených certifikací. Certifikaci chronometr uděluje Swiss Official Chronometer Control (COSC – Contrôle Officiel Suisse des Chronomètres).
Hodinky a hodiny označené jako chronometr musí být zpracovány tak kvalitně, aby zobrazovaly velmi přesný čas za všech předpokládaných podmínek, na rozdíl od běžných hodinek. COSC vydává certifikát chronometr po patnácti dnech přesně specifikovaného testování určitého modelu hodinek či hodin, jež je prováděno při 3 různých teplotách, v 5 různých pozicích, a také pod vodou. Zdá se, že nejpraktičtější užití certifikovaných chronometrů bylo na lodích, kde nebylo možno seřídit přesný čas z jiného zdroje. Přesný chronometr byl také používán od 18. století jako prostředek pro určení zeměpisné délky při navigaci na moři. 

## Certifikace
Jedná se o zvláště přesné hodinky zpravidla certifikované nějakou důvěryhodnou institucí.
Nejdůvěryhodnější je v tomhle případě certifikát COSC (nebo C.O.S.C. – contrôle officiel suisse des chronometres) – certifikát švýcarské kvalitativní kontroly založené ve své stávající podobě v roce 1973 sloučením několika předchozích laboratoří, které existovaly samostatně už od konce 19. století. Tento certifikát je udělován hodinkám, které mají přesnost chodu -4 až +6 sekund za den (platí pro průměr ciferníku nad 20 mm), jsou odolné vůči nárazu a přesnost si uchovávají i za proměnlivých teplotních podmínek. U quartz strojků tato odchylka může být pouze 0,07 sekundy za den.
Certifikát se uděluje pro každý jednotlivý konkrétní výrobek, který obdrží číslo uděleného certifikátu a označení na strojku. Necertifikuje se tedy hromadně jedna modelová řada. To teprve může zajistit kontrolu kvality, na druhou stranu to výrazně prodražuje takové hodinky. To je také důvod, proč jen nejlepší výrobci nechávají certifikovat hodinky tímto certifikátem. Nejvíce certifikátů má tradičně Rolex, pak Omega, Breitling, Panerai, TAG Heuer, Chopard a Ulysse Nardin. Zhruba polovina všech certifikátů jsou vydávány pro značku Rolex.
Počet certifikací za rok 2008 je následující, přičemž z 1 676 515 podaných žádostí o certifikát jej obdrželo 1 536 950 strojků.
- Mechanických atestací celkem: 1 536 950
- Quartz atestací celkem: 62 638 (z toho 56 224 Breitling).

Seznam výrobců s největším počtem certifikátů udělených v roce 2008:
- Rolex (769 850)
- Omega (377 514)
- Breitling (234 021)
- Panerai (46 446)
- TAG Heuer (35 429)
- Chopard (22 977)
- Mido (10 870)
- Ulysse Nardin (10 249)
- Enicar (8 861)
- Ebel (8 823)
- Corum (8 801)
- Chanel (8 407)
- Bulgari (8 067)
- Rado (5 807)
- Ball Watch (4 312)
- Tissot (3 767)
- Titoni (3 513)
- Movado (3 446)
- Carl F. Bucherer (2 262)
- Concord (2 224)
- Porsche Design (2 217)
- Montblanc (2 094)
- Hermès (2 064)
- Tourneau (1 485)
- Sinn (1 478)
- Bremont (1 466)
- Waltham (1 283)
- Invicta (1 069)

Zobrazeny jsou pouze firmy s více než tisícem obdržených certifikátů.
Někteří špičkoví výrobci, např. Patek Philippe používá vlastní certifikaci, která má přísnější požadavky než u testu COSC.